# دریاچه قزل‌توز
دریاچه قزل‌توز (قزاقی: Қызылтұз) یک دریاچه در استان پاولودار کشور قزاقستان است.